# Шереметьев, Владимир Александрович
Влади́мир Алекса́ндрович Шереме́тьев (р. 9 января 1940, Гомель) — советский, российский хоровой деятель, музыкальный педагог, композитор и дирижёр. Заслуженный работник культуры РСФСР (1985).
В 1958—1962 обучался на дирижёрско-хоровом отделении Челябинского музыкального училища. С 1958 — хормейстер, работал с хором педагогического института, создал мужской хор в университете.
После службы в армии (1962—1965) учился (1965—1970) на дирижёрско-хоровом отделении Московской консерватории (класс профессора С. К. Казанского).

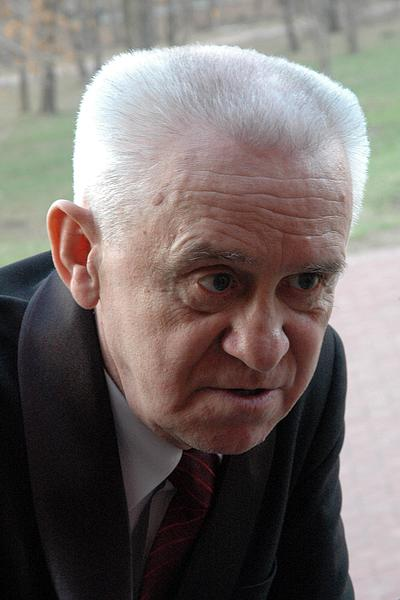
Владимир Александрович Шереметьев

В 1970—1971 преподавал в Тамбовском институте культуры. В 1971 возвратился в Челябинск, год проработал в институте культуры. В 1972 он организовал первую на Южном Урале детскую хоровую студию «Мечта», в 1979 — хоровую студию «Дружина». Обе студии (около 500 детей) стали образцовыми коллективами, лауреатами городских, областных и Всесоюзных фестивалей и конкурсов, награждены более чем 100 почётными грамотами и дипломами. В 1994 году студии были объединены и получили статус муниципальной вокально-хоровой школы, а хор юношей и мужчин студии «Дружина» стал мужским хором центра народного творчества. В начале 2000-х годов «Мечта» была вынуждена покинуть помещения Дворца культуры железнодорожников, где находилась с момента своего появления, после чего стала хоровым отделением детской школы искусств № 1. Мужской хор в 1998 был закрыт, в 2004 возродился в ДШИ № 1, откуда вскоре переехал в здание ОЦНТ.
В настоящее время В. А. Шереметьев руководит несколькими хоровыми коллективами, преподаёт в детской школе искусств № 1, доцент в академии культуры.
В 2008 за заслуги в развитии отечественной культуры и искусства и многолетнюю плодотворную работу награждён медалью ордена «За заслуги перед Отечеством» II степени.